# Elezioni parlamentari in Croazia del 2000
Le elezioni parlamentari in Croazia del 2000 si tennero il 3 gennaio per il rinnovo del Sabor. In seguito all'esito elettorale, Ivica Račan, espressione del Partito Socialdemocratico di Croazia, divenne Presidente del Governo, nell'ambito di un esecutivo con Partito Social-Liberale Croato, Partito Contadino Croato, Dieta Democratica Istriana, Partito Popolare Croato e Partito Liberale.

## Risultati
| Liste | Voti                                 | %     | Seggi |
| --- | ------------------------------------ | ----- | ----- |
| Coalizione SDP - HSLS • SDP - HSLS • SDP - HSLS - PGS • SDP - HSLS - SBHS                                             | 1.138.318 925.043 115.191 98.084     | 39,25 | 71    |
| Unione Democratica Croata (HDZ)                                                                                       | 784.192                              | 27,04 | 46    |
| Coalizione HSS - HNS - LS • HSS - HNS - LS • HSS - HNS - LS - ASH • HSS - HNS - LS - IDS • HSS - HNS - LS - ASH - IDS | 432.527 219.554 91.637 35.460 85.876 | 14,92 | 24    |
| Partito Croato dei Diritti (HSP) - Unione Democratica Cristiana Croata (HKDU)                                         | 153.708                              | 5,30  | 5     |
| Partito Croato dei Pensionati (HSU)                                                                                   | 52.717                               | 1,82  | -     |
| Partito Popolare Contadino Croato (HSNS)                                                                              | 39.867                               | 1,37  | -     |
| Partito Croato del Popolo (HPS)                                                                                       | 39.743                               | 1,37  | -     |
| Partito Croato dei Diritti 1861 (HSP 1861)                                                                            | 30.018                               | 1,04  | -     |
| Nuova Croazia (NH) | 25.304                               | 0,87  | -     |
| Partito Democratico Indipendente Serbo (SDSS)                                                                         | 22.828                               | 0,79  | -     |
| Partito Puro Croato dei Diritti (HČSP)                                                                                | 20.424                               | 0,70  | -     |
| Partito Socialista del Lavoro di Croazia (SRP)                                                                        | 17.396                               | 0,60  | -     |
| HKDS - KDM | 14.843                               | 0,51  | -     |
| Partito Verde Croato (HSZ)                                                                                            | 12.972                               | 0,45  | -     |
| Partito Contadino Civico Croato (HGSS)                                                                                | 11.762                               | 0,41  | -     |
| Partito Democratico Croato (HDS)                                                                                      | 11.145                               | 0,38  | -     |
| HDSS - HSRS - NSP | 8.522                                | 0,29  | -     |
| ZDS + DPS-ZDS | 7.360                                | 0,25  | -     |
| Democratici Indipendenti Croati (HND)                                                                                 | 6.994                                | 0,24  | -     |
| Azione Dalmata (DA)                                                                                                   | 6.388                                | 0,22  | -     |
| Partito Democratico Nazionale (NDS)                                                                                   | 6.188                                | 0,21  | -     |
| HČSP - HP - NH | 5.519                                | 0,19  | -     |
| Partito Croato della Legge Naturale (HSNZ)                                                                            | 4.593                                | 0,16  | -     |
| Movimento dei Danneggiati - Partito Civico della Coscienza Ecologica (POL)                                            | 3.758                                | 0,13  | -     |
| Unione Repubblicana Croata (HRZ)                                                                                      | 3.309                                | 0,11  | -     |
| Lista Indipendente - Đula Rušinović-Sunara                                                                            | 5.493                                | 0,19  | -     |
| Lista Indipendente - Marijan Živković                                                                                 | 3.613                                | 0,12  | -     |
| Altre liste <0,10% | 20.666                               | 0,71  | -     |
| Altre liste indipendenti <0,10%                                                                                       | 9.768                                | 0,34  | -     |
| Minoranze nazionali                                                                                                   | -                                    | -     | 5     |
| Totale | 2.899.935                            |       | 151   |

- I 5 seggi spettanti minoranze nazionali sono così ripartiti: 1 Partito Popolare Serbo (SNS); 1 Unione Democratica degli Ungheresi di Croazia (DZMH); 1 Minoranza italiana; 1 Partito Contadino Croato (HSS); 1 Unione Russa e Ucraina della Repubblica Croata (SRURH).
- I seggi sono così ripartiti:

• 45 SDP, 23 HSLS, 2 PGS, 1 SBHS;
• 41 HDZ, 4 DC, 1 HND;
• 16 HSS, 2 HNS, 2 LS, 4 IDS, 1 Indipendente (Ivo Lončar);
• 4 HSP, 1 HKDU;
• 1 SNS;
• 3 indipendenti (minoranze nazionali).

### Risultati per distretto
| Distretto | SDP-HSLS  | HDZ     | HSS-HNS-LS | HSP-HKDU | HSU    | HSNS   | HPS    | HSP 1861 | NH     | SDSS   | HČSP   | SRP    | HKDS-KDM | HSZ    | HGSS   | HDS    | HDSS-HSRS-NSP | HND   | DA    | NDS   | Totale    |
| --------- | --------- | ------- | ---------- | -------- | ------ | ------ | ------ | -------- | ------ | ------ | ------ | ------ | -------- | ------ | ------ | ------ | ------------- | ----- | ----- | ----- | --------- |
| 1         | 141.435   | 59.843  | 33.934     | 9.857    | 5.895  | 1.616  | 3.053  | 2.660    | 4.252  |        | 1.980  | 2.152  | 943      | 1.792  | 995    | 889    |               | 683   |       | 1.718 | 279.642   |
| 2         | 125.931   | 70.672  | 53.284     | 14.035   | 4.446  | 3.890  | 3.859  | 3.811    | 3.557  |        | 1.600  | 1.649  | 1.115    | 1.293  | 1.733  | 1.753  |               | 801   |       |       | 296.936   |
| 3         | 131.373   | 61.468  | 44.296     | 8.159    | 7.838  | 3.359  | 1.452  | 3.383    | 1.447  |        | 905    | 594    | 3.670    | 1.194  | 1.303  | 1.928  | 5.284         | 825   |       |       | 284.916   |
| 4         | 98.084    | 61.957  | 37.522     | 21.109   | 5.207  | 2.922  | 3.788  | 2.833    | 3.150  | 7.635  | 1.323  | 1.373  | 1.116    | 863    |        |        | 3.238         | 639   |       |       | 257.877   |
| 5         | 71.780    | 82.872  | 51.342     | 17.207   | 3.410  | 2.613  | 9.633  | 2.230    | 2.618  | 10.733 | 1.890  | 1.624  | 1.274    | 807    |        |        |               | 649   |       |       | 269.500   |
| 6         | 117.928   | 62.058  | 32.067     | 16.487   | 5.696  | 2.209  | 5.061  | 2.792    | 4.289  | 2.293  | 1.527  | 1.830  | 963      | 1.286  | 1.468  | 1.703  |               | 610   |       |       | 263.508   |
| 7         | 126.017   | 71.816  | 35.460     | 16.702   | 4.612  | 2.998  | 3.999  | 3.704    | 3.747  |        | 2.012  | 2.162  | 1.051    | 1.645  | 2.135  | 1.809  |               | 735   |       | 1.410 | 286.704   |
| 8         | 115.191   | 39.781  | 85.876     | 8.481    | 4.720  |        | 2.210  | 2.151    | 1.936  |        | 1.503  | 2.951  | 2.264    | 1.590  | 1.341  | 1.238  |               | 943   |       |       | 277.593   |
| 9         | 87.004    | 84.151  | 29.668     | 20.603   | 4.837  | 8.137  | 3.549  | 2.886    |        | 2.167  |        | 1.357  | 1.087    | 1.076  | 1.721  | 1.825  |               | 547   | 3.188 | 1.107 | 266.030   |
| 10        | 118.393   | 81.646  | 28.035     | 13.856   | 6.056  | 12.123 | 2.744  | 2.995    |        |        | 7.145  | 1.371  | 952      | 1.150  | 1.066  |        |               | 413   | 2.920 | 1.828 | 291.574   |
| 11 (Est.) | 5.182     | 107.928 | 1.043      | 7.212    |        |        | 395    | 573      | 308    |        | 539    | 333    | 408      | 276    |        |        |               | 149   | 280   | 125   | 125.655   |
| Totale    | 1.138.318 | 784.192 | 432.527    | 153.708  | 52.717 | 39.867 | 39.743 | 30.018   | 25.304 | 22.828 | 20.424 | 17.396 | 14.843   | 12.972 | 11.762 | 11.145 | 8.522         | 6.994 | 6.388 | 6.188 | 2.899.935 |

- HSP-HKDU: in liste concorrenti nel distretto n. 11 (rispettivamente, 6.203 e 1.009 voti).
- HKDS-KDM: con INS e IPS nel distretto n. 8.
- NH: con HP nel distretto n. 2; con HČSP e HP nel distretto n. 9 (5.519 voti).
- HDS: con RPS nel distretto n. 8.
- HČSP: con HP e NH nel distretto n. 9 (5.519 voti); con HP nel distretto n. 10.